# Inglewood (Kalifornija)
Inglewood je grad u američkoj saveznoj državi Kalifornija. Prema popisu stanovništva iz 2010. u njemu je živjelo 109.673 stanovnika.